# АЕС Куошен
Атомна електростанція Куошен або атомна електростанція Гошен (кит.: 國聖核能發電廠) — атомна електростанція в районі Ванлі, Новий Тайбей, Тайвань. Станція була найбільшою атомною електростанцією на Тайвані.

## Генерація
Електростанція може виробляти 16 млрд кВт/год електроенергії на рік.

## Історія
Електростанція була введена в експлуатацію в грудні 1981 року.
7 жовтня 2010 року з 12:49 блок № 1 станції був зупинений на перезаправку.  Синхронізовано назад із системою було 31 жовтня о 12:14, встановивши новий рекорд на Тайвані за найкоротшою тривалістю капітального ремонту АЕС – 24,48 дня.
Куошен 1 було закрито назавжди та виведено з експлуатації 1 липня 2021 року.

## Нагороди
3 листопада 2010 року 6th 2010 Asia Power Awards у Сінгапурі нагородив станцію золотою медаллю за найкращий проект експлуатації та технічного обслуговування за встановлення 360-градусної робочої платформи над ядерним реактором.

## Інформація про енергоблоки
| Енергоблок | Тип реакторів | Потужність | Потужність | Початок будівництва | Фізпуск    | Підключення до мережі | Введення в експлуатацію | Закриття   |
| Енергоблок | Тип реакторів | Чистий     | Брутто     | Початок будівництва | Фізпуск    | Підключення до мережі | Введення в експлуатацію | Закриття   |
| ---------- | ------------- | ---------- | ---------- | ------------------- | ---------- | --------------------- | ----------------------- | ---------- |
| Куошен-1   | BWR, BWR-6    | 985 МВт    | 1020 МВт   | 19.11.1975          | 01.02.1981 | 21.05.1981            | 28.12.1981              | 02.07.2021 |
| Куошен-2   | BWR, BWR-6    | 985 МВт    | 1020 МВт   | 15.03.1976          | 26.03.1982 | 29.06.1982            | 16.03.1983              | -          |